# Waco : L'Après
Pour les articles homonymes, voir Waco.
Waco : L'Après (Waco: The Aftermath) est une mini-série américaine créée par Drew Dowdle et John Erick Dowdle, diffusée en 2023 sur la plateforme Paramount+.
Elle est la suite de la série Waco, s'intéressant aux évènements survenus au Texas en 1993.

## Synopsis
À la suite du siège de Waco, plusieurs survivants membres de la communauté des "davidiens" se retrouvent face à la justice sous le coup de plusieurs chefs d'accusation. Gary Noesner, le négociateur du FBI ayant tenté de faire évacuer les habitants de la résidence de Mont Carmel, se rend compte que le siège de Waco a provoqué un rassemblement de milices prêtes à tout pour faire entendre leur voix…

## Fiche technique
- Titre : Waco, l'après
- Titre original : Waco: The Aftermath
- Créateurs : Drew Dowdle et John Erick Dowdle
- Genre : policier, historique, drame
- Première diffusion : 16 avril 2023 (États-Unis)
- Nombre de saisons : 1

## Distribution

### Principaux
- Michael Shannon (VFB : Philippe Résimont) : Gary Noesner
- Giovanni Ribisi (VF : Damien Witecka) : Dan Cogdell
- Keean Johnson (VFB : Maxime Donnay) : Vernon Howell / David Koresh
- Abbey Lee (VFB : Claire Tefnin) : Carol Howe (en)
- John Hoogenakker (en) (VFB : Simon Duprez) : Clive Doyle (en)
- Alex Breaux : Timothy McVeigh
- Kali Rocha : Ruth Riddle (en)
- Michael Luwoye (en) : Livingstone Fagan (en)
- Michael Cassidy (VFB : Marc Weiss) : Bill Johnston
- Sasheer Zamata : Angie Graham
- David Costabile (VFB : Benoît Van Dorslaer) : le juge Smith (en)

### Secondaires
- J. Smith-Cameron (VFB : Nathalie Stas) : Lois Roden (en)
- Gary Cole (VFB : Franck Dacquin) : Gordon Novel (en)
- Shea Whigham (VFB : Jean-Michel Vovk) : Mitch Decker
- John Leguizamo (VFB : Karim Barras) : Jacob Vasquez
- Annika Marks (en) (VFB : Delphine Moriau) : Kathy Schroeder

Version française dirigée par Aurélien Ringelheim (Belgique) et Benoît Du Pac (France) au studio VSI Paris - Chinkel, d'après une adaptation des dialogues de Laurence Crouzet et Agnès Pauchet.
 Source et légende : version française (VF) sur RS Doublage et cartons du doublage français.